# Cubocephalus carnosus
Cubocephalus carnosus là một loài tò vò trong họ Ichneumonidae.